# St. Mary Huana Ganja
St. Mary Huana Ganja je název studiového alba slovenské skupiny z Nitry Horkýže Slíže. Název kapely znamená ve slovenštině Kdeže nudle. Spíše se ale volně do češtiny překládá jako "Tůdle nůdle". Album bylo vydané dne 4. listopadu 2012 

## Seznam skladeb
1. Intro
2. SN,TO,MI,LM,BA
3. Policemen alebo Jeej Balón alebo Ako bolo v discobare Radúza na Halloween party
4. Terárium
5. Povaľači
6. Veľké, dlhé "A" s dvoma bodkami
7. Playmate
8. Nerob !!!
9. Nazdar !!!
10. Láskyplní
11. Začiatok koncertu
12. Mám v P... na lehátku
13. Temná myseľ